# 垂枝香柏

垂枝香柏（学名：Sabina pingii），为柏科圆柏属下的一个种。

## 扩展阅读
維基物種上的相關：垂枝香柏